# Argenso
Argenso je stará jednotka hmotnosti používaná ve Španělsku.
Velikost 1 argenso činila v Barceloně 2,097 g a tvořila 1/192 libry.